# Прејг (Оклахома)
Прејг (енгл. Prague) град је у америчкој савезној држави Оклахома.

## Демографија
По попису из 2010. године број становника је 2.386, што је 248 (11,6%) становника више него 2000. године.
| Група             | 2000.         | 2010.         |
| Белци             | 1.760 (82,3%) | 1.921 (80,5%) |
| Афроамериканци    | 79 (3,7%)     | 83 (3,5%)     |
| Азијати           | 7 (0,3%)      | 0 (0,0%)      |
| Хиспаноамериканци | 24 (1,1%)     | 62 (2,6%)     |
| Укупно            | 2.138         | 2.386         |